# RK Metković
Rukometni klub Metković (RK Metković), tidigare med bland annat Razvitak och Jambo som tillnamn, är en handbollsklubb från Metković i södra Kroatien, bildad den 26 september 1963 under namnet RK Metković-Mehanika.
Herrlaget har kommit tvåa i den kroatiska högsta ligan sju gånger i rad (1999–2005), men aldrig vunnit. År 2000 vann laget EHF-cupen. Laget har inte spelat i högsta ligan sedan 2010, då de flyttades ned på grund av ekonomiska problem.

## Meriter
- EHF-cupmästare 2000

## Spelare i urval
- Željko Babić (1994–1998, 2001–2003)
- Ivano Balić (2001–2004)
- Mario Bjeliš (?–2005)
- Patrik Ćavar (1986–1989)
- Ivan Čupić (2002–2005)
- Davor Dominiković (1995–1997, 1999–2002)
- Slavko Goluža (1999–2002)
- Vladimir Jelčić (1985–1988, 2001–2002)
- Nikša Kaleb (1989–2004)
- Igor Karačić (2007–2009)
- Nenad Kljaić (2001–2002)
- Blaženko Lacković (2001–2002)
- Valter Matošević (2000–2001)
- Petar Metličić (1998–2002)
- Rolando Pušnik (1999–2000)
- Renato Sulić (1998–1999)
- Ivica Zubac

## Tränare i urval
- Ilija Puljević (1982–1986)
- Zvonimir "Noka" Serdarušić (1986–1989)